# Siegmund von Hausegger
Siegmund von Hausegger (ur. 16 sierpnia 1872 w Grazu, zm. 10 października 1948 w Monachium) – austriacki kompozytor i dyrygent.

## Życiorys
Syn Friedricha von Hauseggera. Uczył się u ojca, później u Ericha Degnera i Karla Pohliga. W wieku 16 lat skomponował mszę i dyrygował jej wykonaniem, mając 18 lat wystawił w Grazu swoją pierwszą operę. Studiował na Uniwersytecie w Grazu, który ukończył w 1895 roku, następnie w latach 1895–1896 dyrygował miejscowym teatrem operowym. W latach 1899–1902 dyrygował Volk-Symphonie-Konzerte w Monachium. Od 1903 do 1906 roku dyrygent Museumskonzerte we Frankfurcie. W latach 1910–1920 dyrygował orkiestrą filharmoniczną w Hamburgu i Blüthner-Orchester w Berlinie. Od 1920 do 1934 roku dyrektor Wyższej Szkoły Muzyki i Teatru w Monachium, do 1938 roku dyrygował również koncertami organizowanymi przez Konzertverein. Doktor honoris causa uniwersytetu w Kilonii (1925).

## Twórczość
Zasłużył się przede wszystkim jako dyrygent muzyki romantycznej i postromantycznej. Jego wykonania symfonii Antona Brucknera uchodziły za wzorcowe. Jako kompozytor nie był nowatorem. Opublikował monografię Alexander Ritter. Ein Bild seines Charakters und Schaffens (wyd. Berlin 1907) i zbiór artykułów Betrachtungen zur Kunst (wyd. Lipsk 1921).
Skomponował m.in. Dionysische Phantasie na orkiestrę (1897), poematy symfoniczne Barbarossa (1900) i Wieland der Schmied (1904), symfonię z udziałem chóru Natursymphonie (1911), wariacje symfoniczne Aufklänge na temat pieśni dziecięcej „Schlaf, Kindchen, schlaf” (1917), Requiem na 8-głosowy chór mieszany (1907), Der arme Kunrad na 4-głosowy chór męski (1908), 50 pieśni solowych z towarzyszeniem fortepianu, 3 Gesänge nach mittelhochdeutschen Dichtungen na głos żeński, altówkę i fortepian (1927), 2 Gesange na tenora i orkiestrę (1902), 3 Hymnen an die Nacht na baryton i orkiestrę (1902), 2 Gesange na tenora i orkiestrę (1908), opery Helfried (wyst. Graz 1890) i Zinnober do libretta według opowiadania E.T.A. Hoffmanna (wyst. Monachium 1898).